# Ben Granfelt

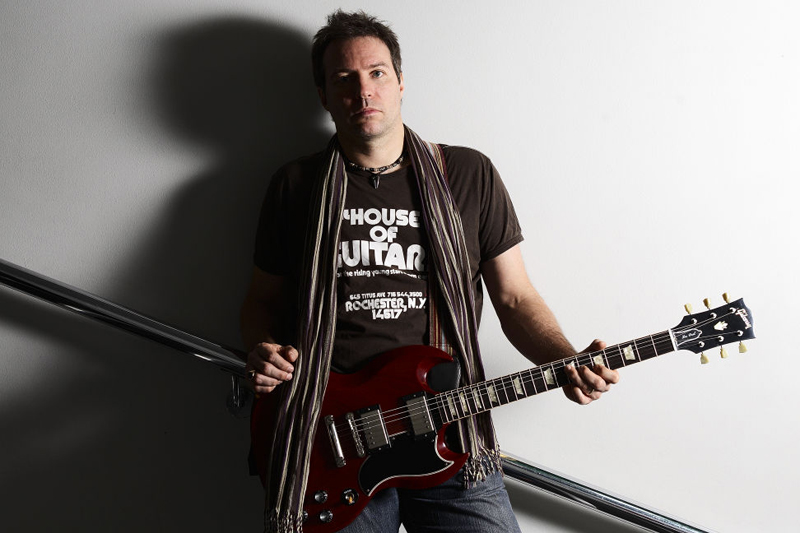
Granfelt in 2009

Ben Granfelt (Helsinki, 6 juni 1963) is een Fins gitarist.
Hij begon met gitaar spelen toen hij elf jaar oud was. Hij speelde in schoolbandjes en ging in een platenzaak werken. Daar ontmoette hij Muddy Manninen, die van plan was een band op te richten. Uiteindelijk kwam Gringos Locos van de grond. Met die band nam hij in zes jaar (1986-1991) drie albums op en trad op onder meer op Parkpop. Daarna volgden Guitar Slingers (1991-1999; 3 albums) en de Leningrad Cowboys (1991-1998; 5 albums; genoemd naar de film van Aki Kaurismäki). Tijdens een Duitse tournee van Wishbone Ash mocht Guitar Slingers in het voorprogramma spelen en Granfelt raakte beviend met Andy Powell. Ash kwam in 2001 zonder gitarist te zitten en Granfelt speelde met Ash mee (2001/2002; minstens 2 albums). Gedurende al die jaren was hij tevens leider van de Ben Granfelt Band (1994-heden). Vanaf 2010 is Granfelt lid van Los Bastordos Finlandeses, een rockband uit Finland. Hijzelf zei dat hij beïnvloed was door Jimi Hendrix, Jeff Beck, Peter Frampton en Robin Trower.
Naast gitaarspelen doet Granfelt ook aan judo en Braziliaans Jiu Jitsu.

## Discografie

### Gringos Locos
- Gringos Locos - 1987 Mercury
- Punch drunk - 1989 Atlantic
- Raw deal - 1991 Fazer
- Second coming of age - 2009 Windseekers

### Guitar Slingers
- Guitar Slingers - 1994 Sony
- Song and Dance - 1996 Sony
- That Little Something - 1998 Guitar Slinger Records
- Guitar Slingers (dubbelabum) - 1998 RAWK Records

### Leningrad Cowboys
- We Cum From Brooklyn - 1992 BMG
- Total Balalaika Show - Helsinki Concert - 1993 BMG
- Live in Prowinzz - 1993 BMG
- Happy Together - 1994 BMG
- Go Space - 1996 BMG

### Wishbone Ash
- Bona fide, 2002 Talking Elephant
- Almighty blues, - 2003 Classic Rock
- Phoenix rising, - 2004 Classic Rock

### Ben Granfelt (Band)
- The truth - 1994 Megamania
- Radio friendly - 1996 Megamania
- LIVE - 1997 Megamania
- E.G.O - 1999 Megamania
- All I want to be - 2001 Megamania
- The past experience - 2004 Megamania
- Live experience - 2006 Bonnier/Amigo
- Sum of memories - 2006 Bonnier/Amigo
- Notes from the road - 2007 Bonnier/Amigo
- Kaleidoscope - 2009 Windseekers
- Melodic Relief - 2012 Sprucefield

- Biblioteca Nacional de España: XX1748019
- MusicBrainz: b13d2197-01bb-412f-a888-106791a99741
- Virtual International Authority File: 87529215
- WorldCat: E39PBJbCHmQrdf3vFmQcxt7bVC